# Sofka Nikolić

Sofka Nikolić (Tabanovići, Šabac, 1907. – Banja Koviljača, 1982.), srpska pjevačica, zvijezda u Kraljevini Jugoslaviji Prva je proglašena za najtiražniju pjevačicu Europe, a dotad su najtiražniji bili isključivo pjevači.

## Životopis
Rođena Tabanovićima kod Šapca kao Sofka Vasiljević. Njena majka Persa također je bila pjevačica. Mati joj se poslije preudala i ostavila petoro djece. Sofka je kao najstarija preuzela brigu o braći i sestrama. Pjevanjem se bavi od mladosti. S 14 godina započela je pjevačku karijeru. Počela je skromno, na mačvanskim vašarima. Mekim glasom je oduševila kritiku i slušatelje.  Postala je popularna širom Europe već sa 16 godina. Prvu je ploču snimila u Berlinu kad je imala 19 godina. Na ploči su bile pjesme Kolika je Jahorina planina i Kad bi znala, dilber Stano. Već kao 20-godišnjakinja prvi je put nastupila pred beogradskom publikom. Nastup je bio u kavani Bumskeler. S njenom pojavom u Beogradu promijenio se pristup prema kavanskom pjevanju. Stekla glas kraljice sevdaha i romanse. U Mostaru su se radnje zatvarale kad je nastupala, a u zanos su pjevajući s njom padali Aleksa Šantić, Ćorović, Dučić, Đikić i dr., u Sarajevu nije bilo stolica za sve slušatelje. Bila je "kraljica Skadarlije". Za stolom su joj mjesto čuvali Branislav Nušić, Tin Ujević, Miloje Živanović, Ilija Stanojević, Dobrica Milutinović, Žanka Stokić... Ostvarivala je nevjerojatne zarade po večernjim nastupima u prepunim kavanama. Radio Beograd prenosio je njene nastupe iz kavane Kragujevac u kojoj je pjevala uz ciganski orkestar Paje Nikolića, njena supruga. Radio Beogradu to su bili prva emitiranja nastupa uživo. Bili su slušaniji od nastupa ondašnje nogometne reprezentacije. Prvi je radijski prijenos njena pjevanja bio 11. prosinca 1929. godine. Bio je veliki broj obožavatelja njene pjesme zbog čega su ju često pozivali na nastupe u emisijama narodne glazbe.  Strelovit uspon u visine došao je s njenim najvećim hitovima Cojle Manojle (narodna pjesma) i Kolika je Jahorina planina. Pjevački život bio je neprekidan. Svaku je večer nastupala, davali su se veliki novci za njene nastupe. U godinu i pol snimila je pedeset i pet gramofonskih ploča. Do 1939. godine snimila je više od 100 gramofonskih ploča s više od 200 pjesama. Sudjelovala je u brojnim humanitarnim akcijama, pomažući potrebitima. Na vrhuncu karijere nastupala je u svim svjetskim metropolama. Pjevačke kvalitete pročule su se po Europi, od Budimpešte, preko Beča i Berlina do Pariza. Poput pravih zvijezda današnjeg vremena, mnogima je bio zanimljiv njen privatni život, novinari su svugdje išli za njom. Za njene su nastupe poduzeća organizirali dolaske. Poduzeća i ljudi su davali i zadnji novac koji su imali da bi Sofki platili za pjevanje iste pjesme čak i po deset puta uzastopno. Njena je otmjena pojava i pjevanje opčinila brojne muškarce muškarce koji su se rastavljali nadajući se da će biti s njom. Raspadale su se obitelji, rasipala bogatstva, propadala su poduzeća, toliko su davali novce da ju se čuje. Vladari su ju pozivali na prijme. Kad je bila u Parizu, grad je bio oblijepljen njenim slikama. Bis u Moulin rougeu trajao je puna tri sata. Bila je vječna prijateljica s Josephine Baker. Obožavatelji su u Parizu provalili u studio dok je snimala ploču. Sofka se nije smela, nego im je zapjevala bez glazbene pratnje. Američke radijske postaje puštale su tijekom večeri nekoliko puta Kolika je Jahorina planina. Udvarali su joj se hollywoodski velikani Rudolph Valentino, Ramon Novaro i dr.  1936. godine umrla joj je kći jedinica, 17-godišnja Mariola i od tuge je zanijemila.  Nikolić je rekla da joj je to uništilo život. Poslije te tragedije povukla se u Bijeljinu gdje joj je živjela mati. Početkom 1950-ih vratila se u Beograd. Pjevala je po kavanama, no to više ni blizu nije bila ona stara zvijezda. Umrla je 1982. godine u staračkom domu u Banji Koviljači. Pokopana je u kapelici pored kćeri Marice. 
Danas jedna uličica u Bijeljini nosi ime Sofke Nikolić. Istraživač glazbe od prije Drugoga svjetskog rata Saša Spasojević napisao je biografsku knjigu o Sofki Nikolić Sofka – dert i suze kraljice narodne muzike. Poznati muzikolog Carl Brent Chillton napisao je opširnu studiju o Sofki Nikolić.

## Vanjske poveznice
- Discogs